# Mariaeck
Mariaeck (1469 m) ist ein Sattel in den Tegernseer Bergen.

## Geographie
Der Sattel trennt den Schönberg im Süden vom Seekarkreuz im Norden. Über den Sattel führt auch ein Steig, der die beiden Berge verbindet. Von Westen führt ein Steig von Bauernrast aus auf den Sattel, nach Osten zur Rauhalm führt jedoch kein direkter Abstieg.